# 上海白玉蘭廣場
上海白玉蘭廣場（英語：Sinar Mas Plaza）位於中华人民共和国上海市虹口区北外灘，是一個辦公、購物以及娛樂場所。白玉蘭廣場是北外滩第一座购物中心，項目占地5.6万平方米，建筑面积42万平方米。

## 历史
上海白玉蘭廣場於2008年開工，2018年底正式開業。白玉蘭廣場的业主為上海金港北外滩置业有限公司。上海白玉蘭廣場共有3座建築，其中一幢66層、高度為320米的寫字樓建成時是上海浦西最高大樓（以樓顶高度计），頂樓有直升機平台，於2017年1月4日竣工。另有一座39层、高172米的W酒店和一座47米高、面积為11.2万平方米的购物娱乐中心。

## 电梯配置
上海白玉兰广场电梯配置列表（一律采用迅达高速升降机，并配备该公司的PORT智能分配系统）
- A1-A7（7部来往5/F-23/F之办公电梯）：G、5-23
- B1-B7（7部来往25/F-37/F之办公电梯）：G、25-37（B4可停M2）
- C1-C7（7部来往38/F-53/F之办公电梯）：L、38-53
- D1-D7（7部来往55/F-67/F之办公电梯）：UL、55-67（D4可停M4）
- S1、S4（2部来往空中大堂及63/F-67/F之贵宾电梯，双层）：LG2/LG1、G/UG、L/UL、51、63/65-66/67、M5/M6
- S2-S3、S5-S6（4部来往空中大堂之穿梭电梯，双层）：G/UG、L/UL
- L1-L2（2部来往空中大堂专用摆渡电梯）：L-UL
- L3（1部停机坪专用摆渡电梯）：M5-M6、69
- P1、P4（2部停车场及购物中心专用电梯）：B4-UG
- P2-P3（2部停车场专用电梯）：B4-B3、G-UG
- F1（1部办公专用之载货电梯）：B4-UG、M1-M2、5-37、M3-M4、L-UL、38-67、M5-M6
- F2（1部办公专用之消防及服务电梯）：B3-UG、M1-M2、5-37、M3-M4、L-UL、38-67、M5-M6

## 另見
- 摩天大樓列表
- 上海市摩天大樓列表